# Kota Mizunuma
Kota Mizunuma (水沼 宏太 Mizunuma Kota?), född 22 februari 1990 i Kanagawa prefektur, är en japansk fotbollsspelare.
Mizunuma började sin karriär 2007 i Yokohama F. Marinos. Efter Yokohama F. Marinos spelade han för Tochigi SC, Sagan Tosu, FC Tokyo och Cerezo Osaka. Med Cerezo Osaka vann han japanska ligacupen 2017 och japanska cupen 2017. Han gick tillbaka till Yokohama F. Marinos 2020.